# Geder
Geder (Capra) er en slægt af pattedyr, der består af omkring otte arter. Tamgeden er en domesticeret underart af vildgeden (Capra aegagrus). Der findes tegn på tæmmede geder 8.500 år tilbage i tiden. Geder lever i bjerge og er meget adrætte og hårdføre. De er i stand til at klatre på bare klipper og leve af sparsom vegetation.
Geder kan kendes fra arter i fåre-slægten på, at duftkirtler sidder i lysken, nær klovene og foran øjnene, men ikke i resten af ansigtet. Desuden har hanner skæg, og der findes en hårløs plet på knæene af forbenene.
Bemærk, at snegeden tilhører sin egen slægt Oreamnos.

## Arter
Der er ingen generel enighed om antallet af arter i slægten Capra.

Her er et eksempel med otte arter (enkelte underarter vist):
- Alpestenbuk, Capra ibex
- Pyrenæisk stenbuk, Capra pyrenaica
- Afrikansk stenbuk, Capra walie
- Nubisk stenbuk, Capra nubiana
- Sibirisk stenbuk, Capra sibirica
- Bezoarged (vildged), Capra aegagrus
  - Tamged, Capra aegagrus hircus
- Skrueged, Capra falconeri
- Vestkaukasisk tur, Capra caucasia
  - Østkaukasisk tur, Capra caucasia cylindricornis